# Río Pegtymel
El río Pegtymel (también transcrito como Pegtimel) o Rapylkatyn (del ruso: Пегтымель o Рапылькатын) es un corto río costero  ruso localizado en la Siberia asiática, que desemboca en el mar de Siberia Oriental. Tiene una longitud de 354 km y drena una cuenca de 17 600 km² (similar a países como Kuwait, Suazilandia o Montenegro).
Administrativamente, el río Pegtymel y sus tributarios discurren por el distrito autónomo de Chukotka de la Federación de Rusia.

## Geografía
El río Pegtymel nace en la parte noreste de las Tierras Altas de Chukotka y discurre en dirección noreste durante varios cientos de kilómetros y, a continuación, en la última parte de su curso, discurre por las tierras bajas de Kolyma. Desemboca en el mar de Siberia Oriental formando un amplio delta con varios ramales laterales en la bahía de Chaunskaya, en el tramo comprendido entre el cabo Shelagsky y el cabo Billings.
Su afluente más importante es el río Kuvet que le aborda por la margen derecha.
El Pegtymel  desagua en el mar entre otros dos importantes ríos, el río Paljavaam, por el oeste, y el río Amguyema, por el este.
Hay antiguas pinturas rupestres en un lugar cercano al río Pegtymel. Los petroglifos muestran barcos y la caza del reno y se estima son  del Neolítico tardío, del primer milenio a. C.